# Komorów (powiat rawski)
Komorów – wieś w Polsce położona w województwie łódzkim, w powiecie rawskim, w gminie Cielądz.
W latach 1954–1959 wieś należała i była siedzibą władz gromady Komorów, po jej zniesieniu w gromadzie Rawa Mazowiecka. W latach 1975–1998 miejscowość należała administracyjnie do województwa skierniewickiego.